# Socket 1
Socket 1 – typ gniazda zaprojektowany pierwotnie dla procesorów i486 firmy Intel. Kolejną wersją jest Socket 2.